# Fred Smerlas
Frederic Charles Smerlas (Waltham, 8 aprile 1957) è un ex giocatore di football americano statunitense che ha militato nel ruolo di nose tackle nella National Football League (NFL).

## Carriera
Smerlas all'università giocò a football al Boston College. Fu scelto dai Buffalo Bills nel corso del secondo giro (32º assoluto) Draft NFL 1979. Fu una colonna della difesa della squadra negli anni ottanta, venendo convocato per cinque Pro Bowl e classificandosi secondo nel premio di difensore dell'anno nel 1980 dietro a Lester Hayes. Nel 1990 passò ai San Francisco 49ers e chiuse la carriera nel 1991 e 1992 con i New England Patriots. Nella sua autobiofrafia del 1990, By a Nose, Smerlas raccontò i suoi 11 anni con i Bills dai bassifondi delle classifiche fino a diventare contendenti per il Super Bowl. 

## Palmarès
- Convocazioni al Pro Bowl: 5

1980, 1981, 1982, 1983, 1988
- All-Pro: 5

1980, 1981, 1982, 1983, 1988
- PFWA All-Rookie Team - 1979
- Formazione ideale del 25º anniversario dei Buffalo Bills
- Formazione ideale del 50º anniversario dei Buffalo Bills